# Анастас Разбойников
Анастас Спасов Разбойников, наричан Канарски и Скандала, е български просветен деец, историк и географ, революционер, деец на Вътрешната македоно-одринска революционна организация.

## Биография
Анастас Разбойников е роден в 1882 година в Мустафа паша в Османската империя. Завършва Одринската гимназия „Д-р Петър Берон“ през 1902 година. Там заедно със свои съученици основава ученически революционен кръжок. След като завършва, става главен учител в Бунархисарско. Там се среща с четата на Тодор Шишманов, за да се уговаря начинът на организиране на населението. По време на Илинденско-преображенското въстание е секретар на войводата Стоян Петров.
Делегат е на конгреса на Петрова нива (представител на Бунархисарския околийски революционен район), където заедно с Христо Силянов е избран за секретар на конгреса. През 1905 – 1909 година следва история и география в университетите в София и Лозана. В 1909 – 1910 година Разбойников е учител в българското педагогическо училище в Сяр, а в 1910 – 1912 година – в Солунската българска мъжка гимназия. В Солун редактира вестници и списания („Искра“ и „Знание“), публикува първите си научни трудове.
След навлизането на Българската армия в Мустафа паша по време на Първата Балканска война е избран за кмет на града. Участва в Междусъюзническата война. Мобилизиран е в началото на Първата световна война и в свободното си време пише записки върху тракийското освободително движение.
В периода 1913 – 1934 година Разбойников живее в Пловдив, където е учител, директор на Учителския институт, окръжен училищен инспектор, гимназиален директор. През 1922 г. Разбойников започва редактирането на „Научна географска библиотека“, от която до 1934 г. излизат 11 книги. В 1934 година се установява в София, където работи като окръжен училищен инспектор и гимназиален директор до 1943 г. Продължава да работи активно в Тракийски организации и в Тракийския научен институт. Работи като сътрудник на Институтите за история, география, етнография и археология при БАН.
Анастас Разбойников умира в София през 1967 година.

## Научна дейност
Разбойников публикава над 180 труда с научно значение, посветени предимно на българското минало по време на Османския период и Възраждането. Географски, интересите на Разбойников са ориентирани преди всичко към изследването на Тракия. Той изследва поселищна история, демографски процеси, социални отношения, националноосвободително движение в Тракия и Македония, публикува или въвежда в обращение османски и други извори. Разбойников е автор и на учебници по различни географски дисциплини.
Сътрудник е на Институтите по история, география етнография и археология към БАН.

### Научни трудове
- Село Булгаркьой, Тракийски сборник, 2, 1930, с. 63 – 103.
- Клокотница, Българска историческа библиотека, 1930, № 3, с. 228 – 237.
- Свиленград. Произход на селището, Тракийски сборник, 3, 1930, с. 115 – 163.
- Обезбългаряването на Западна Тракия, София, 1940, 132 с., второ издание – София, 1941.
- Народностният образ на източния дял от Западна Тракия, София 1944, 128 с.
- Тракия. Географски и исторически преглед, София 1946, 267 с. (в съавторство с Иван Батаклиев и Иван Орманджиев)
- Чифлици и чифлигари в Тракия преди и след 1878 г., Известия на Института по история, 9, 1960, с. 143 – 186.
- Турски извори за българската история, т. XVI, 1972 (в съавторство с Бистра Цветкова)
- Разбойников, Анастас и Спас Разбойников, Населението на Южна Тракия с оглед на народностните отношения в 1830, 1878, 1912 и 1920 година, София, 1999.

### Учебници и учебни помагала
- География на Европа. Пособие по география за курсисти от Учителския институт и за прогимназиални учители. Ч. I Общ преглед. северозападна Европа. Южна Европа, Пловдив 1922, 152 с.
- Америка. Географски четива, Пловдив 1924, 32 с.
- География на Америка, Ръководство за курсисти и прогимназиални учители, Пловдив 1929, 208 с.
- Австралия и Океания. Отбрани географски четива, София, (1929), 32 с.
- Кратка климатология. Ръководство за курсисти и прогимназиални учители, Пловдив, 1930, 104 с.
- Кратка хидрография. Ръководство за курсисти и учители, Пловдив 1931, 60 с.
- Черно море. Географско описание. Книжка за курсисти и учители, Пловдив, 1931, 48 с.
- Азия на мусоните. Отбрани географски четива, София 1931, 24 с.
- Австролия и Океания. ръководство по география за курсисти от Учителския институт и учители, Пловдив 1932, 120 с.
- Планински климати (Свободен и допълнен превод на съчиненията на Emm. de Martonne. Допълнени с данни за България), Пловдив 1934, 28 с.
- Обща стопанска география. Помагало за ученици от IV клас на средните реални училища, Пловдив 1935, 108 с.
- Учебник по география. За II клас на прогимназиите, София 1940, 120 с., второ издание – София 1942, 115 с.